# パンドラ・ピークス
パンドラ・ピークス（Pandora Peaks、1964年4月14日 - ）は、アメリカ合衆国の元モデル。100誌を超える男性誌（Playboy、Score、Gentのような）に掲載された。現役時代は女優、ストリッパーとしても活動した。

## 経歴
1964年4月14日、ジョージア州アトランタに生まれる。出生名はステファニー・シック（Stephanie Schick）。保守的な家庭で育つ。小学校4年生のとき胸の発育が始まる。
ジョージア大学で会計学を学び、卒業。シティバンクで働く傍ら、副業としてストリッパーを始める。その後、胸を増強してロサンゼルスに移り、ストリッパーのキャリアを重ねる。
1990年代にはPango Pango swimwearのモデルをつとめる。結果として「どんな女性にもフィットする」という同社の主張を裏付けた。
1991年、ボディ・エンジェルス/パット・モリタVSプレイメイツ（Do or Die）に出演（Atlanta Lee役）。
1996年、素顔のままで（Striptease）に出演（Urbana Sprawl役）。
1998年、ドキュメンタリータッチのVisions & Voyeurismに主演。ハリウッドその他南カリフォルニア各地でピークスは通行人の面前でヌードでポーズをとる。本作はカルト映画の古典となり、ヨーロッパに忠実なファンを持つ。
2001年、ラス・メイヤーの遺作となったPandora Peaksに主演。全編を通してセリフはなく、メイヤーとピークスのナレーションのもと、ピークスは服を脱ぎ、服を着て、歩き回る。その後アダルト産業から引退。本人SNSによると2007年の時点でミシガン州サギノー郡フランケンマス（Frankenmuth）在住。IMDbによると確認可能な最後の居住地はカナダのトロント。

### その他
「解剖学的に正しい」ダッチワイフ・CybOrgasMatrixは、ピークスの体を型取って成形された。
バストサイズについては諸説ある。日本の巨乳雑誌BACHELORで紹介された際は122センチだった。183-56-91という数値を挙げる資料もある。1990年代に日本テレビ系『投稿！特ホウ王国』で「世界一バストの大きな女性」として紹介されたが、この時のサイズはトップ140cmでアンダー65cmのXカップであった。

## フィルモグラフィ
- ボディ・エンジェルス/パット・モリタVSプレイメイツ　Do or Die (1991)
- On Location in Palm Springs (1993)
- Score Busty Covergirls Vol. 2: Pandora Peaks & L.A. Bust (1994, Big Top Video)
- Girls Around the World 11 (1994, Big Top Video)
- Girls Around The World 16 (1994, Big Top Video)
- Girls Around The World 24 (1995, Big Top Video)
- 素顔のままで (1996)
- The Greatest Big Bust Video Ever (1997)
- Playboy: Voluptuous Vixens II (1998) - ドキュメンタリー
- Visions and Voyeurism (1998) - ドキュメンタリー
- Peek Of Pandora	(2000, Nu-Tech Digital)
- Return of the Ultra Vixens (2001)
- The Breast of Russ Meyer (2001) - コメディー
- Pandora Peaks (2002) - ドキュメンタリー

（出典：。一部についてはビデオの発売年）